# Ransäterstämman
Ransäterstämman är en spelmansstämma på Ransäters Hembygdsgård i Ransäter i Värmland. Den infaller i juni, helgen två veckor före midsommar. Första stämman hölls 1971 efter ett initiativ från Bengt Lindroth och Gert Ohlsson som en avslutning på en ungdomskurs. På stämman är det konserter och dans på fyra logar och buskspel på många ställen på området. De har även stort allspel där alla spelmän får vara med och spela. Många av deltagarna bor på den närliggande campingen och är i alla åldrar. Eftersom stämman är i början av sommaren har många artister haft sina skivsläpp där.